# فالفريد بالمغرين
كانت ألفيلد فالفريد ماتيلدا بالمغرين، زوجة بالمغرين مونش بيترسن (3 يونيو 1877 - 6 ديسمبر 1967)، معلمة ولغوية وسياسية سويدية. أصلحت بالمغرين سياسة المكتبات السويدية وأدخلت نظام المكتبات العامة في السويد والدنمارك.

## السيرة الذاتية

### النشأة والتعليم
ولدت فالفريد بالمغرين في ستوكهولم، السويد، في 3 يونيو 1877، وكانت الابنة الثانية لكارل إدوارد إيه إتش بالمغرين (1840-1910) وإيدا تيريزيا بول (1853-1937)، وكانت تُعرف في منزل العائلة باسم «فافا». كان لفالفريد ثلاثة أشقاء، الأخت الكبرى سيني ماريا إليزابيت (مواليد 1875) وسيغريد هيلديغون آنا (1882-1883) وغوستاف (مواليد عام 1884). كان لوالديها ابن يكبر فالفريد بالعمر لكنه توفي في عام 1886. تربت فالفريد وشقيقتها سيني على قدم المساواة مع الأطفال الآخرين -بغض النظر عن الجنس- وذلك وفقًا للأفكار التربوية التي آمن بها والداهما.
في عام 1882، سُجلت فالفريد مع شقيقتها، سيني، في مدرسة والدهما، مدرسة بالمغرينسكا الثانوية، والتي كانت أول مدرسة تقدم التعليم المختلط في جميع المراحل الدراسية في أوروبا، وبقيتا فيها حتى التخرج من الثانوية. اعتاد والدهما الصلاة، ودرّس العلوم المسيحية جنبًا إلى جنب مع التاريخ والجغرافيا، وكانت عمتهم إيدا مدرسة كتابة وحرف يدوية (بنظام سلويد). كانت والدة بالمغرين معاونة مديرة مدرسة وكانت تدرّس اللغة السويدية. تعلمت بالمغرين في المدرسة اللغات الأجنبية (الألمانية والإنجليزية والفرنسية) بالاعتماد على النظرية الحديثة -حينها- لتعليم اللغات بالانطلاق من اللغة المحكية. في عام 1895، اجتازت بالمغرين امتحاناتها الشفوية والكتابية وتمكنت من الحصول على درجات جيدة في اللغات على وجه الخصوص. نشطت بالمغرين بمهنة التدريس في نفس المدرسة من عام 1896 وحتى عام 1907.
اعتادت عائلة بالمغرين على قضاء فصل الصيف في منطقة توفيو في نورا لانغو (بلدية فارمدو الحالية)، ثم انتقلت نشاطات العائلة الصيفية إلى منتجع راملوسا للمياه المعدنية بعد تدهور صحة الأب، كارل إدوارد. أٌتيحت لبالمغرين وإخوتها أيضًا فرصة القيام برحلات تعليمية طويلة أو قصيرة الأمد إلى بعض المدن الأوروبية: أمضت في عام 1893 شهرين في ألمانيا، وفي العام التالي أمضت ثلاثة أشهر ونصف الشهر بين فرنسا وإنجلترا مع شقيقتها. في بادئ الأمر، كانت هذه الرحلات سنوية، لكنها أصبحت بعد فترة تتكرر كل عام ونصف العام.  
التحقت بالمغرين بجامعة أوبسالا في ربيع عام 1896 للتخصص بدراسة اللغة. جنبًا إلى جنب مع دراستها، عملت بالمغرين مُدرّسة في مدرسة بالمغرينسكا الثانوية، حيث درّست اللغة الألمانية والرياضيات والجغرافيا، ولاحقا، اللغة الفرنسية أيضًا. في عام 1900، مكنتها منحة حكومية، تقدر قيمتها ب 750 كرونًا سويديًا، من السفر إلى إنجلترا والدراسة في جامعة أوكسفورد لمدة ستة أشهر.
في عام 1901، تخرجت بالمغرين من جامعة أوبسالا بدرجة البكالوريوس في اللغات الألمانية والإنجليزية واللغات الرومنسية والفلسفة العلمية والرياضيات والفلسلة النظرية. بعد ذلك بعامين اثنين، حصلت بالمغرين على إجازة في الفلسفة باللغات الرومانسية والفلسفة النظرية، وتلى ذلك حصولها على درجة الدكتوراه في عام 1905. تمحورت أطروحة الدكتوراه الخاصة ببالمغرين حول استخدام الشاعر الفرنسي الكالفيني والباروكي، ثيودور أجريبا دوبيني، لصيغة المصدر في قصائده، وعنونتها (ملاحظات حول صيغة المصدر في أعمال ثيودور أجريبا دوبييني)، وكرستها لوالديها. في عام 1905، أصبحت بالمغرين ثالث امرأة في السويد تحصل على درجة الدكتوراه في اللغات الرومانسية بعد آنا أهلستروم في عام 1899، وجيردا أوستبيرج في عام 1903. 

### المكتبة الملكية
في عام 1903، تواصلت بالمغرين مع كارل سنويلسكي، كبير أمناء المكتبة الملكية (المعروفة ب«كونغليغا بيبوليوتيكيت»)، في محاولة منها للحصول على وظيفة في المكتبة، إلا أن طلبها قوبل بالرفض. نصحها سنويلسكي بتحصيل درجة الدكتوراه قبل التقديم إلى هذه الوظيفة. قبل تقديمها لأطروحة الدكتوراه في شهر مايو من عام 1905، طلبت بالمغرين العمل بالمكتبة من رئيسها الجديد، إريك فيلهلم دالغرين؛ الذي كان إيجابيًا أكثر من سابقه، وعرض عليها وظيفة تجريبية اعتبارًا من شهر سبتمبر 1905، وكانت بذلك أول سيدة تشغل منصب أمين للمكتبة. بتاريخ 24 نوفمبر 1905، حُوّلت الوظيفة التجريبية إلى وظيفة دائمة بمنصب مساعد مكتبي في قسم الطباعة.
بقيت بالمغرين بهذا المنصب حتى شهر فبراير 1911، عندما قدمت استقالتها بناءً على طلبها الخاص بهدف الزواج والانتقال إلى كوبنهاغن. 
سمي مقهى Kafé Valfrid داخل المكتبة الملكية في السويد على اسم فالفريد تكريمًا لها.

### رحلة دراسية إلى الولايات المتحدة الأمريكية
خلال عملها في المكتبة الملكية، كان على عاتق بالمغرين، في الكثير من الأحيان، إبلاغ الزوار المتعطشين للمعرفة بأن معظم كتب المكتبة ليست قابلة للإعارة الشخصية، وكان على من يرغب باستعارتها التوجه إلى المكتبات العامة أو المكتبات العمالية. لكنها سرعان ما أدركت (بعد زيارة المكتبات العامة) أن تلك المكتبات لم تكن مصممة لتلبية احتياجات الأشخاص الذين يرغبون بالدراسة، أو لمن يملكون رغبة بالحصول على مصادر معرفية أكثر تخصصًا.
خلال زيارتها التي استغرقت ثلاثة أشهر، زارت بالمغرين حوالي ثلاثين مدينة في تسع ولايات شمالي شرقي الولايات المتحدة، حيث درست المكتبات العامة والمكتبات البحثية والمدارس الببليوتيكية والمدارس العامة العادية. ألقت محاضرات عن المكتبات السويدية، وغطت الصحافة الأمريكية العديد من زياراتها. خلال زيارتها لواشنطن، تلقت بالمغرين دعوة لزيارة البيت الأبيض من قبل الرئيس الأمريكي حينها، ثيودور روزفلت.
وصلت بالمغرين إلى نيويورك في شهر سبتمبر 1907، حاملة رسالة تعريف كُتبت من قبل وزارة الشؤون الدينية في السويد باللغات الإنجليزية والألمانية والفرنسية، واستقبلتها أمينة مكتبة الأطفال في مكتبة نيويورك العامة، كارول مور، التي كانت معروفة على نطاق واسع في نيويورك. أصبحت بالمغرين صديقة مقربة لمور، وظلتا على تواصل حتى وفاة الأخيرة في عام 1961. كانتا شغوفتين بالدور التعليمي للمكتبات، ورأيتا بنفسيهما رائدتين وداعمتين لتوفير كتب ذات جودة عالية لجميع الأطفال من خلال تأمين مكتبات جيدة خاصة بهم. أشارت بالمغرين إلى مور بأنها مصدر إلهام لها.
عندما عادت بالمغرين إلى السويد في نهاية شهر ديسمبر، بدأت على الفور إلقاء المحاضرات وإعداد الدورات لنشر ما تعلمته خلال رحلتها الدراسية إلى الولايات المتحدة. كتبت مقالًا رسميًا مختصرًا للغاية عن الرحلة، توسعت به بشكل كبير في تقريرها المفصل الذي حمل عنوان Bibliotek och folkuppfostran – anteckningar från en studieresa i Amerikas Förenta Stater («المكتبة والتعليم العام – ملاحظات جُمعت خلال جولة دراسية في الولايات المتحدة الأمريكية»). نُشر هذا المقال أخيرًا في عام 1909. قرأ وزير الشؤون الدينية (وزير التعليم)، هوغو همرشولد، مقالها ورغب فورًا بتوزيع نسخ منها على جميع المكتبات والمدارس العامة في البلاد، لذلك اشترت وزارته 1200 نسخة من مجمل النسخ ال 3000 المطبوعة. 
كان تقرير بالمغرين بمثابة سرد تقصيلي وحماسي لمشاهداتها يهدف لإقناع القراء بأهمية المكتبات في المجتمع الحديث وإلهامهم لإعادة ترتيب نظام المكتبات السويدي بناءً على الأمثلة الجيدة التي درستها في الولايات المتحدة الأمريكية. في تقريرها، أشارت بالمغرين إلى الاختلافات بين المكتبات الأمريكية والسويدية التي كانت مدعومة بمبالغ مادية مقدمة من الرعاة أو من المتبرعين من أبناء المجتمعات الثرية، الأمر الذي جعل المكتبات السويدية بمثابة مؤسسات خيرية، في حين كانت البلديات في الولايات المتحدة الأمريكية تستقبل التبرعات على شكل مبانٍ تسخرها للمكتبات أو على شكل مجموعات كتب. مع ذلك، فإن المواد المستخدمة في المكتبات كانت تُقدم من السكان المحليين، الأمر الذي جعلهم ملّاكًا للمكتبات، تمامًا كما كانوا يمتلكون مدارسهم. تمتاز المكتبات الأمريكية -أكاديمية كانت أم عامة- بأنها موجهة لجميع شرائح المجتمع من مختلف الأعمار، وكانت تستهدف الجميع دون تمييز.
امتازت المكتبات الأمريكية عن السويدية أيضًا بغرفها الجميلة المجهزة بكل ما هو ضروري، وباحتوائها على رفوفٍ مفتوحة للكتب، وعلى كتالوجات سهلة الاستخدام، بالإضافة إلى ساعات عملها الطويلة.